# Guido de Montfort (señor de Sidón)
Guido de Montfort (fallecido el 31 de enero de 1228) fue el hijo más joven de Simón de Montfort y Amicia, hermana de Robert FitzPernel, conde de Leicester.

## Tercera Cruzada
En 1189 participó en la Tercera Cruzada, y probablemente permaneció en Tierra Santa hasta 1192, cuando Ricardo Corazón de León regresó a su hogar. En 1202 ocupó los señoríos de Ferté-Alais, Castres-en-Albigeois y Brétencourt. En ese año, junto con su hermano mayor Simón marchó a la Cuarta Cruzada, pero no estuvieron de acuerdo con el sitio de Zara (una ciudad cristiana), y se negó a tomar parte en el plan para restaurar al emperador bizantino Isaac II Ángelo a cambio de dinero y tropas.
Abandonaron a Emerico, rey de Hungría, y finalmente los dos continuaron a Palestina. Después de llegar a Jaffa, tomaron parte en la expedición del rey Amalarico II de Jerusalén a Galilea. Amalrico premio a Guido organizando su matrimonio con Helvis de Ibelín, la viuda de Reinaldo, señor de Sidón (que los franceses llamaban Saete/Sagette). Guido ejerció la regencia de Sidón en nombre de su hijastro menor Balián hasta 1210, probablemente cuando Balián alcanzó la mayoría de edad. Guido luego asistió a la coronación de Juan de Brienne como rey de Jerusalén ese año.

## Cruzada albigense
Guido después regresó a su hogar y tomó parte en la cruzada contra los albigenses dirigido por su hermano, Simón IV de Montfort. En 1212 condujeron un infructuoso asedio contra Montségur, y en 1213 participaron en la batalla de Muret. También sitiaron Beaucaire en 1216. Simón estaba ayudando a Guido, que había sido herido por una flecha de ballesta, en el sitio de Tolosa el 25 de junio de 1218 cuando fue golpeado en la cabeza por una piedra de una catapulta y murió. La muerte de Simón y la incompetencia de su hijo Amaury VI de Montfort vigorizaron a los señores albigenses.
En 1224 Amaury cedió todo su territorio a Luis VIII de Francia, que pronto llegó a poner su reclamación. Guido le ayudó en el sitio de Aviñón, después de que Luis murió en el camino a su hogar. Después en la Cruzada el mismo Guido murió en una batalla en Vareilles cerca de Pamiers en 1228. Fue trasladado a la Abadía de Haute-Bruyère para ser enterrado y la necrología lo registra como conte Gui de Sagette (conde Guido de Sidón).

## Matrimonios
Con su primera esposa, Helvis de Ibelín tuvo:
- Felipe, que permaneció en Tierra Santa y se convirtió en señor de Tiro.
- Pernelle, que se convirtió en monja en la abadía de Saint-Antoine des Champs en París.

En algún momento antes de 1224 Guido se volvió a casar con Briende de Beynes, viuda de Lamberto de Thury, señor de Lombers.
Con Briende tuvo:
- Alicia, se convirtió en monja en Port Royal des Champs
- Inés, se convirtió en monja en Port Royal des Champs
- Guido II de Montfort, murió en una cruzada en 1254